# Halfmoon/moooove!!
『halfmoon/moooove!!』（ハーフムーン/ムーブ!!）は、日本の男性アイドルグループ・King & Prince15枚目のシングル。
CDデビュー6周年記念日である2024年5月23日にUNIVERSAL MUSICから発売された。なお、本作からサブスクリプションが解禁となった（後述）。

## 解説
今作は前作『愛し生きること/MAGIC WORD』以来約半年ぶりのリリースであり、本作もダブルAサイドシングルとなっている。
「halfmoon」は主演の永瀬演じる医大生と板谷由夏が演じる20歳以上年上の人妻との禁断の愛が描かれるテレビ朝日系連続テレビドラマ『東京タワー』の主題歌。楽曲は小林武史がプロデュースするバラードで、ドラマの内容と同じく、愛してはいけない人を愛してしまう抑えきれない思いが歌われており、4月20日放送のドラマ第1話で初解禁された。5月20日にYouTubeで公開されたMVでは愛する人を求める心情が美しく切ない世界観で表現されており、その撮影時の心境などを語る"「halfmoon」Music Video Shooting Behind the scenes"のティザー映像（初回限定盤A収録）も、5月11日にMVに先駆けて公開された。
「moooove!!」は髙橋海人が主演を務めるテレビ東京開局60周年連続ドラマ『95』の主題歌で、Ayumu Imazuの書き下ろしによるHip Hopチューン。1995年を舞台としたテレビドラマの主題歌であるため、90年代を感じさせながらも現代感を取り入れた新しいサウンド作りが意識され、世の中のルールや社会の言いなりにならず、己の美学を貫き通す若者の疾走感が表現されたエネルギッシュな楽曲になっている。4月8日放送のドラマ第1話のオープニングタイトルバックの映像とともに音源が解禁された。5月23日にYouTubeで公開されたMVも90年代のヒップホップカルチャーを意識したコンセプトで制作され、当時使われていたようなアイテムが各所に散りばめられている。撮影時の様子が収められた"「moooove!!」Music Video Shooting Behind the scenes"のティザー映像（初回限定盤B収録）は、5月15日にMVに先駆けて公開された。振付は髙橋と親交の深いRHt.のKAITAが手掛けており、ダンスプラクティス動画も6月15日14時30分にプレミア公開された。

### サブスク解禁
5月4日のインスタライブで今作からサブスクリプション（定額聴き放題）が解禁となることが発表され、5月20日には「halfmoon」「moooove!!」の2曲が先行配信。残る収録曲およびベストアルバム『Mr.5』の全収録楽曲も5月23日に配信された。リリース記念として、5月21日午後9時から音楽ストリーミングサービス・LINE MUSICでは『King & Princeリリース記念スペシャル配信@LINE MUSIC』と題し、MCに岡田圭右を迎え、2人のレコーディング秘話や好きな歌詞のエピソードトークなどが配信された。また、音楽ストリーミングサービス・AWAでも、5月25日の午後9時から10時の1時間に渡り、無料で誰でも参加できるオンライン空間「ラウンジ」で、King & Princeの特集イベントが開催された。
発売日の5月23日にはKing & Prince公式YouTubeで特別企画「サブスク解禁&『halfmoon／moooove!!』発売記念リリースパーティー」の生配信を実施。同日FCサイト向け動画で発表していた新会社「King & Prince株式会社」設立とSTARTO ENTERTAINMENTとのグループエージェント契約の締結を受け、2人が社長としてファンに挨拶する場面もあった。

## リリース
DVDが付属する初回限定盤A・初回限定盤B・Dear Tiara盤、CDのみの通常盤の4形態で発売された。

### 特典
先着外付け特典
- 初回限定盤A：フォトカード（A6）
- 初回限定盤B：クリアポスター（A4）
- 通常盤（初回プレス）：ピンバッヂ
- Dear Tiara盤：ステッカーシート（A6）

初回封入特典
視聴期間：5月21日昼12時 - 6月4日18時
- 初回限定盤A：期間限定動画Aシリアルナンバー「halfmoon/moooove!!」Recording Movie
- 初回限定盤B：期間限定動画Bシリアルナンバー「キンプリコレクション1995」
- 通常盤（初回プレス）：期間限定動画Cシリアルナンバー「halfmoon/moooove!!」Jacket Shooting Making

また、初回限定盤A・初回限定盤B・通常盤（初回プレス）のシリアルナンバー3つ1セットで動画Dの視聴が可能となる。視聴期間：5月24日正午 - 6月4日18時。
- 動画D：King & Princeとうちあげ花火「ゴールデンアワー」パフォーマンス映像&メンバーからティアラへのメッセージ

封入特典
- 初回限定盤A：トレーディンカードAタイプ 1種
- 初回限定盤B：トレーディンカードBタイプ 1種
- 通常盤（初回プレス）：トレーディンカードCタイプ 1種

花火会場限定特典
2024年4月11日にZOZOマリンスタジアムで開催される『King & Princeとうちあげ花火』の開催中に会場中心に約10km以内でアクセスしてUNIVERSAL MUSIC STOREで予約購入、もしくは5月22日に山口きらら博記念公園で開催される『King & Princeとうちあげ花火』開催当日に現地で購入するともらえる。
- トレーディングカード（3種セット・3形態共通）

### 仕様
- 初回限定盤A/B：スリーブケース付2Dケース仕様[35]
- 通常盤：3Pケース[35]
- Dear Tiara盤：三方背ケース（177mm×141mm）、デジパック、フォトブックレット24P[35]

## 収録曲
クレジット出典

### CD

#### 初回限定盤A
1. halfmoon
作詞・作曲・編曲：小林武史
永瀬廉主演 テレビ朝日系 オシドラサタデー『東京タワー』主題歌[40]
2. moooove!!
作詞・作曲：Ayumu Imazu / 編曲：Ayumu Imazu、 A.G.O
髙橋海人主演 テレビ東京系 ドラマプレミア23 テレビ東京開局60周年記念ドラマ『95』主題歌[17]
3. Cloudy
作詞：EMI K.Lynn / 作曲：Josef Melin / 編曲：小西遼

#### 初回限定盤B
1. moooove!!
2. halfmoon
3. Pain
作詞・作曲・編曲：森大輔

#### 通常盤
1. halfmoon
2. moooove!!
3. SPOTLIGHT
作詞：BBY NABE、Matt Cab、エース橋本 / 作曲：BBY NABE、Matt Cab / 編曲：Matt Cab、Taylor Dexter

#### Dear Tiara盤
1. halfmoon
2. moooove!!
3. Shake Hands
作詞：Daisuke Nakamura / 作曲：TAKAROT、Shoma Yamamoto、Daisuke Nakamura

### DVD

#### 初回限定盤A
1. 「halfmoon」Music Video
2. 「halfmoon」Music Video -Lip Sync ver.-
3. 「halfmoon」Music Video Shooting Behind the scenes[16]

#### 初回限定盤B
1. 「moooove!!」Music Video
2. 「moooove!!」Music Video -Dance ver.-
3. 「moooove!!」Music Video Shooting Behind the scenes[21]

#### Dear Tiara盤
- テレビ朝日 ドリームフェスティバル 2023 ライブパフォーマンス
2023年11月3日に幕張メッセ国際展示場1〜4ホールで行われた「テレビ朝日ドリームフェスティバル2023」出演時のライブパフォーマンス10曲を収録[31][18][41]。
  1. シンデレラガール
  2. なにもの
  3. 踊るように人生を。
  4. Love Paradox
  5. Key of Heart
  6. 愛し生きること
  7. MAGIC WORD
  8. I promise
  9. TOGETHER WE STAND
  10. ichiban
- 「かた結び」Special Movie[41]
2023年11月4日に行われた配信イベント『King & Prince 5th Anniversary「King & Princeとうちあげ」』配信限定で公開された映像を好評につき特別収録[31]。

## チャート成績
オリコンでは初週30.5万枚を売り上げ、6月3日付「週間シングルランキング」でデビューシングルから通算15作目の初登場1位を獲得。自身がもつデビューシングルから15作連続初週売上30万枚超えの記録も更新した。その他、「合算シングルランキング」でも週間33万6324PTを記録し自身通算13作目の1位を獲得。「週間デジタルシングル（単曲）ランキング」では「halfmoon」が初週DL数2万1333DLで初登場1位、「moooove!!」が初週DL数1万3570DLで2位となり、1位2位を独占。「週間デジタルアルバムランキング」でも初週DL数5865DLで自身初の1位となり、オリコン週間音楽ランキング4冠を達成した。